# Smyrna (Georgia)
Smyrna es una ciudad situada en Condado de Cobb, Georgia, Estados Unidos. En el censo de 1920, su población ascendía a 791 habitantes; en el censo del 2000, la ciudad tenía una población total de 40 999 habitantes, y las estimaciones para 2005 la elevaban a 47 643. El área total de la ciudad es aproximadamente 13,9 millas cuadradas.
Smyrna es uno de los suburbios más cercanos a Atlanta, localizada cerca de la intersección del norte de I-285 y I-75, que es el sitio de Cumberland y el Cobb Galleria. También está cerca de Vinings, Marietta, Mableton, Sandy Springs y el distrito acomodado de  Buckhead pertenecienta a Atlanta.
Smyrna es también el lugar de nacimiento de la actriz Julia Roberts.